# Dirección General de Concesiones de Obras Públicas
La Dirección General de Concesiones de Obras Públicas (abreviada, DGCOP) es una agencia pública chilena, encargada de proveer, preservar y mejorar obras y servicios de infraestructura pública en el marco de la asociación público-privada que favorezca el desarrollo nacional y la calidad de vida de los ciudadanos de Chile.
Fue creada en agosto de 2018, reemplazando a la «Coordinación de Concesiones de Obras Públicas» (CCOP), creada en la década de los noventa. En el cargo de director general asumió el último Coordinador, Hugo Vera Vengoa, siendo el primero en la titularidad. Se relaciona con el presidente de la República por medio del Ministerio de Obras Públicas (MOP).

## Antecedentes
A principios de la década de los noventa, Chile abrió sus puertas a los mercados internacionales y a oportunidades para la inversión en materia de infraestructura pública a través del Sistema de Concesiones (SC), sustentado en una asociación del Estado con los privados (APP) que permitió desarrollar importantes transformaciones en materia de conectividad vial y aeroportuaria.
Históricamente el desarrollo y la conservación de la infraestructura pública en Chile fue ejecutado como inversión fiscal por el Ministerio de Obras Públicas (MOP), a través de sus distintas direcciones y reparticiones. Con esta nueva asociación, por primera vez se hizo partícipe al sector privado en los procesos de inversión, explotación y mantención de infraestructura con estándar específico, a cambio del cobro directo de tarifas a los usuarios o de la activación de subsidios.
El Sistema de Concesiones, que comenzó a ser aplicado en Chile desde 1993, se transformó en un ejemplo destacado a nivel mundial, permitiendo hasta 2020 tener obras materializadas por USD $18.378.000.
La confianza depositada en el modelo por importantes conglomerados nacionales y extranjeros consolidó el Sistema de Concesiones y situó a Chile a la vanguardia en el desarrollo de infraestructura pública. Gracias a esta modalidad, Chile ha tenido la oportunidad de materializar trascendentales obras y de proyectar una estrategia de integración territorial y de conexión internacional, transformando sus centros urbanos en ciudades más amigables, potenciando su desarrollo productivo y con una mejor calidad de vida para cada uno de sus habitantes.
En síntesis, la evolución y consolidación del sistema ha permitido, en dos décadas, abrir espacios a la diversificación de la cartera de proyectos. Así, a las tradicionales áreas de la infraestructura pública concesionada como carreteras, autopistas urbanas o aeropuertos, se han sumado la concesión de edificación pública.

## Funciones
Dirección General deberá elaborar y mantener actualizado un Plan de Concesiones con una cartera futura de 5 años, el que debe ser sometido a consulta del Consejo de Concesiones y enviado posteriormente al Congreso Nacional. Este Plan deberá contener una visión territorial, de forma que los proyectos contemplen infraestructura en diferentes zonas del país, procurando un desarrollo armónico entre ellas, lo que permitirá entregar certeza sobre la continuidad de posibles inversiones.
Asimismo, la DGC deberá realizar en forma anual un informe de monitoreo y evaluación sobre la fiscalización de las obras concesionadas y una cuenta pública de gestión. En esa línea, la Dirección deberá evaluar, analizar y estructurar financieramente todos los proyectos en desarrollo, así como promover el sistema de concesiones ante inversionistas, otros ministerios y organismos de la administración pública.

## Organización
El nombramiento de los directivos de la institución no depende del poder ejecutivo, ya que dentro del plazo de un año el director del organismo y los directivos del segundo nivel jerárquico deberán ser seleccionados mediante el sistema de Alta Dirección Pública (ADP).